# Gay.ru
Gay.ru — информационно-развлекательный сайт, позиционирующий себя как национальный сервер гомосексуальных, бисексуальных и трансгендерных людей России. Появившийся в 1996 году, остаётся одним из старейших в российском сегменте сети Интернет. Основан Эдуардом Мишиным и Дмитрием Санниковым. В марте 2018 года помещён в список запрещённых ресурсов Роскомнадзора за «пропаганду нетрадиционной сексуальной ориентации». В январе 2024 года прекратил работу.

## История
В первый год работы журнал «Планета Internet» назвал Gay.ru «самым интересным и объёмным сайтом для российских геев». В 1998 году сайт вошёл в рейтинг 30 лучших проектов года по версии журнала «Internet». В 2000 году «Бродилка», приложение к журналу «Internet», включило Gay.ru в рейтинг лучших проектов Рунета об «интимной жизни». В том же 2000 году Gay.ru победил в категории «Лучший Интернет-сайт» премии «Колба» за вклад в российскую гей-культуру. В разные годы сайт попадал в рейтинги сетевых СМИ изданий «КоммерсантЪ Деньги» (2000 год), «Афиша» (2000, 2001, 2004), «Ом» (2004) и других.
Gay.ru — участник Национального форума НКО, работающих в области предотвращения ВИЧ/СПИДа в России с 2003 года.
Проект занимал первую позицию раздела «Эротика и секс» в каталоге Яндекса до тех пор, пока каталог работал.
30 марта 2018 года Роскомнадзор внёс сайт Gay.ru в реестр запрещённых ресурсов, согласно решению Алтайского районного суда села Белый Яр республики Хакасия в связи с «размещением информации, пропагандирующей нетрадиционные сексуальные отношения, признанной запрещенной на территории РФ», однако, сохранились и обновляются его копии на других доменах. 
8 января 2024 года сайт xGay.info, на который администрация перенесла изначальный Gay.ru в 2023 году, окончательно прекратил работу. 

## Крупные мероприятия
- 1999 год. Фестиваль «Твой шанс» в клубе «Шанс»: «гей-марафон с участием модельеров, танцоров, певцов, сексологов, психологов, писателей».[9]
- 2001 год. Совместно с Проектом «LaSky» просветительское шоу «Огнеопасная Кармен», развлекательная программа по профилактике ВИЧ/СПИДа в 12 московских гей-клубах.
- 2002 год. Фестиваль гей- и лесби-фильмов в клубе «Центральная станция» (Москва).
- 2003 год. Индивидуальные консультации для ЛГБТ-граждан у психологов. Начало издания ежемесячного глянцевого журнала для геев «Квир».
- 2004 год. С 1 июля работает бесплатный телефон доверия для геев, лесбиянок, бисексуалов и трансгендерных людей при поддержке ВОЗ.
- 2005 год. Возобновлены еженедельные группы взаимопомощи для геев в Москве при организационной поддержке Gay.ru.
- 2006 год. Начало издания ежемесячной глянцевой газеты для лесбиянок «Pinx».

## Разделы сайта
- В разделе «Люди» представлены биографии, интервью и краткое описание основных произведений многих известных личностей, имеющих то или иное отношение к гомосексуальности.
- Разделы «Общество» и «Наука» содержат информацию о проблемах взаимодействия с обществом, гомофобии, социальных аспектах гей-культуры, материалы, предназначенные для геев. Значительная часть информации, приведённая в этих разделах, подтверждена международными исследованиями и практикой правозащитных организаций.[10] С 1998 года социолог, антрополог, философ и сексолог И. С. Кон вёл в рамках этого раздела свою рубрику.
- Рубрика «Искусство» рассказывает о культурных достижениях и произведениях, созданных людьми с предполагаемой гомосексуальной ориентацией.
- Разделы «BBS» и «Знакомства» созданы для общения представителей сексуальных меньшинств на различные темы и личных знакомств.
- Разделы сайта «Стиль жизни» и «Гей-гид» помогают геям «выглядеть стильно в любых обстоятельствах», ориентироваться в незнакомых городах и определиться с направлениями туризма. Также освещаются проблемы, связанные с ВИЧ[11].

Некоторые размещаемые на сайте баннеры рекламируют гомосексуальную проституцию, что может не соответствовать моральным принципам некоторых людей, как и реклама/продажа гомосексуальных порнофильмов, аксессуаров и одежды. 

### Сайты-спутники
Кроме собственных разделов, сайт предоставляет пространство для сайтов-спутников, содержащих более подробную информацию по специфическим темам: литература (az.gay.ru), музыка (Эректрофон), петербургский региональный гей-гид (xs.gay.ru).
Также доступны лесби-ресурсы (Lesbi.ru).
12 января 2023 года в честь 26-летия сайта сайт переехал на новый домен. (xgayru.info)